# Liste der Stolpersteine in Erkelenz
Die Liste der Stolpersteine in Erkelenz enthält alle Stolpersteine, die im Rahmen des gleichnamigen Projekts von Gunter Demnig in Erkelenz verlegt wurden. Mit ihnen soll an Opfer des Nationalsozialismus erinnert werden, die in Erkelenz lebten und wirkten.

## Stolpersteine in Erkelenz
| Bild | Name Inschrift | Adresse                   | Verlegedatum  | Anmerkung |
| --- | --- | ------------------------- | ------------- | --------- |
| Bild gesucht Die Wikipedia wünscht sich an dieser Stelle ein Bild vom Ort mit diesen Koordinaten 51.07677 6.31981 . Motiv: Kölner Straße 46: die Stolpersteine für die Familie Strauss, die Lage und das Haus Falls du dabei helfen möchtest, erklärt die Anleitung , wie das geht. BW                                                   | Hier wohnte Ernst Strauss Jg. 1898 deportiert 1942 Izbica/Polen verschollen                                                                | Kölner Straße 46 (Lage)   | 2002          |           |
| Bild gesucht Die Wikipedia wünscht sich an dieser Stelle ein Bild vom hier behandelten Ort. Falls du dabei helfen möchtest, erklärt die Anleitung , wie das geht. BW | Hier wohnte Thea Strauss geb. Dalberg Jg. 1903 deportiert 1942 Izbica/Polen verschollen                                                    | Kölner Straße 46 (Lage)   | 2002          |           |
| Bild gesucht Die Wikipedia wünscht sich an dieser Stelle ein Bild vom hier behandelten Ort. Falls du dabei helfen möchtest, erklärt die Anleitung , wie das geht. BW | Hier wohnte Helmut Strauss Jg. 1931 deportiert 1942 Izbica/Polen verschollen                                                               | Kölner Straße 46 (Lage)   | 2002          |           |
| Bild gesucht Die Wikipedia wünscht sich an dieser Stelle ein Bild vom hier behandelten Ort. Falls du dabei helfen möchtest, erklärt die Anleitung , wie das geht. BW | Hier wohnte Hannelore Strauss Jg. 1933 deportiert 1942 Izbica/Polen verschollen                                                            | Kölner Straße 46 (Lage)   | 2002          |           |
| Bild gesucht Die Wikipedia wünscht sich an dieser Stelle ein Bild vom Ort mit diesen Koordinaten 51.08102 6.31488 . Motiv: Burgstraße 10: die Stolpersteine für Karolina Hirsch und Ernestine Marcus, die Lage und das Haus Falls du dabei helfen möchtest, erklärt die Anleitung , wie das geht. BW                                     | Hier wohnte Karolina Hirsch geb. Strauss Jg. 1891 deportiert 1941 Łodz ermordet Juli 1944 Chelmno                                          | Burgstraße 10 (Lage)      | 14. Dez. 2011 |           |
| Bild gesucht Die Wikipedia wünscht sich an dieser Stelle ein Bild vom hier behandelten Ort. Falls du dabei helfen möchtest, erklärt die Anleitung , wie das geht. BW | Hier wohnte Ernestine Marcus geb. Strauss Jg. 1893 deportiert 1941 Łodz ermordet 12.7.1944 Chelmno                                         | Burgstraße 10 (Lage)      | 14. Dez. 2011 |           |
| Bild gesucht Die Wikipedia wünscht sich an dieser Stelle ein Bild vom Ort mit diesen Koordinaten 51.08007 6.31608 . Motiv: Johannismarkt 1: die Stolpersteine für die Familien Katz und Leyens, die Lage und das Haus Falls du dabei helfen möchtest, erklärt die Anleitung , wie das geht. BW                                           | Hier wohnte Berthold Katz Jg. 1886 deportiert 1942 Izbica ermordet                                                                         | Johannismarkt 1 (Lage)    | 14. Dez. 2011 |           |
| Bild gesucht Die Wikipedia wünscht sich an dieser Stelle ein Bild vom hier behandelten Ort. Falls du dabei helfen möchtest, erklärt die Anleitung , wie das geht. BW | Hier wohnte Sibilla Katz geb. Kaufmann Jg. 1884 deportiert Ziel unbekannt ermordet                                                         | Johannismarkt 1 (Lage)    | 14. Dez. 2011 |           |
| Bild gesucht Die Wikipedia wünscht sich an dieser Stelle ein Bild vom hier behandelten Ort. Falls du dabei helfen möchtest, erklärt die Anleitung , wie das geht. BW | Hier wohnte Heinz Katz Jg. 1924 deportiert 1942 Izbica ermordet                                                                            | Johannismarkt 1 (Lage)    | 14. Dez. 2011 |           |
| Bild gesucht Die Wikipedia wünscht sich an dieser Stelle ein Bild vom hier behandelten Ort. Falls du dabei helfen möchtest, erklärt die Anleitung , wie das geht. BW | Hier wohnte Hans Günther Katz Jg. 1926 deportiert Ziel unbekannt ermordet                                                                  | Johannismarkt 1 (Lage)    | 14. Dez. 2011 |           |
| Bild gesucht Die Wikipedia wünscht sich an dieser Stelle ein Bild vom hier behandelten Ort. Falls du dabei helfen möchtest, erklärt die Anleitung , wie das geht. BW | Hier wohnte Klara Leyens geb. Levy Jg. 1869 deportiert 1942 Theresienstadt ermordet 15.5.1944 Auschwitz                                    | Johannismarkt 1 (Lage)    | 14. Dez. 2011 |           |
| Bild gesucht Die Wikipedia wünscht sich an dieser Stelle ein Bild vom hier behandelten Ort. Falls du dabei helfen möchtest, erklärt die Anleitung , wie das geht. BW | Hier wohnte Helene Leyens geb. Mendel Jg. 1862 deportiert 1942 Theresienstadt ermordet 19.9.1942 Treblinka                                 | Johannismarkt 1 (Lage)    | 14. Dez. 2011 |           |
| Bild gesucht Die Wikipedia wünscht sich an dieser Stelle ein Bild vom Ort mit diesen Koordinaten 51.08028 6.31564 . Motiv: Johannismarkt 4: die Stolpersteine für die Familie Hes, die Lage und das Haus Falls du dabei helfen möchtest, erklärt die Anleitung , wie das geht. BW                                                        | Hier wohnte Joseph Hes Jg. 1908 deportiert ermordet in Auschwitz                                                                           | Johannismarkt 4 (Lage)    | 14. Dez. 2011 |           |
| Bild gesucht Die Wikipedia wünscht sich an dieser Stelle ein Bild vom hier behandelten Ort. Falls du dabei helfen möchtest, erklärt die Anleitung , wie das geht. BW | Hier wohnte Cilly Hes Jg. 1912 deportiert Ziel unbekannt ermordet                                                                          | Johannismarkt 4 (Lage)    | 14. Dez. 2011 |           |
| Bild gesucht Die Wikipedia wünscht sich an dieser Stelle ein Bild vom Ort mit diesen Koordinaten 51.07915 6.31742 . Motiv: Kölner Straße 10: die Stolpersteine für die Familie Weinberg, die Lage und das Haus Falls du dabei helfen möchtest, erklärt die Anleitung , wie das geht. BW                                                  | Hier wohnte Ernst Weinberg Jg. 1887 deportiert 1941 Łodz ermordet 12.5.1942 Chelmno                                                        | Kölner Straße 10 (Lage)   | 14. Dez. 2011 |           |
| Bild gesucht Die Wikipedia wünscht sich an dieser Stelle ein Bild vom hier behandelten Ort. Falls du dabei helfen möchtest, erklärt die Anleitung , wie das geht. BW | Hier wohnte Johanna Weinberg geb. Rosenberg Jg. 1887 deportiert 1941 Łodz ermordet 12.5.1942 Chelmno                                       | Kölner Straße 10 (Lage)   | 14. Dez. 2011 |           |
| Bild gesucht Die Wikipedia wünscht sich an dieser Stelle ein Bild vom Ort mit diesen Koordinaten 51.07932 6.31552 . Motiv: Aachener Straße 5: die Stolpersteine für die Familie Moll, die Lage und das Haus Falls du dabei helfen möchtest, erklärt die Anleitung , wie das geht. BW                                                     | Hier wohnte Juliana Moll geb. Harf Jg. 1867 deportiert 1942 Theresienstadt ermordet 22.12.1942                                             | Aachener Straße 5 (Lage)  | 14. Dez. 2011 |           |
| Bild gesucht Die Wikipedia wünscht sich an dieser Stelle ein Bild vom hier behandelten Ort. Falls du dabei helfen möchtest, erklärt die Anleitung , wie das geht. BW | Hier wohnte Hans Moll Jg. 1903 deportiert 1942 Izbica ermordet                                                                             | Aachener Straße 5 (Lage)  | 14. Dez. 2011 |           |
| Bild gesucht Die Wikipedia wünscht sich an dieser Stelle ein Bild vom hier behandelten Ort. Falls du dabei helfen möchtest, erklärt die Anleitung , wie das geht. BW | Hier wohnte Henriette Moll geb. Oss Jg. 1904 deportiert 1942 Izbica ermordet                                                               | Aachener Straße 5 (Lage)  | 14. Dez. 2011 |           |
| Bild gesucht Die Wikipedia wünscht sich an dieser Stelle ein Bild vom Ort mit diesen Koordinaten 51.076662 6.313371 . Motiv: Wilhelmstraße 18: die Stolpersteine für die Familien Leyens und Rubens, Johanna Lowitz und Grete Rosenstein, die Lage und das Haus Falls du dabei helfen möchtest, erklärt die Anleitung , wie das geht. BW | Hier wohnte Erna Leyens geb. Gerson Jg. 1895 deportiert 1942 Izbica ermordet                                                               | Wilhelmstraße 18 (Lage)   | 14. Dez. 2011 |           |
| Bild gesucht Die Wikipedia wünscht sich an dieser Stelle ein Bild vom hier behandelten Ort. Falls du dabei helfen möchtest, erklärt die Anleitung , wie das geht. BW | Hier wohnte Leopold Leyens Jg. 1886 deportiert 1942 Izbica ermordet                                                                        | Wilhelmstraße 18 (Lage)   | 14. Dez. 2011 |           |
| Bild gesucht Die Wikipedia wünscht sich an dieser Stelle ein Bild vom hier behandelten Ort. Falls du dabei helfen möchtest, erklärt die Anleitung , wie das geht. BW | Hier wohnte Grete Rosenstein geb. Rubens Jg. 1904 deportiert 1942 Auschwitz ermordet 5.3.1943                                              | Wilhelmstraße 18 (Lage)   | 14. Dez. 2011 |           |
| Bild gesucht Die Wikipedia wünscht sich an dieser Stelle ein Bild vom hier behandelten Ort. Falls du dabei helfen möchtest, erklärt die Anleitung , wie das geht. BW | Hier wohnte Mathilde Rubens geb. Hertzmann Jg. 1882 deportiert 1942 Theresienstadt ermordet 28.5.1944                                      | Wilhelmstraße 18 (Lage)   | 14. Dez. 2011 |           |
| Bild gesucht Die Wikipedia wünscht sich an dieser Stelle ein Bild vom hier behandelten Ort. Falls du dabei helfen möchtest, erklärt die Anleitung , wie das geht. BW | Hier wohnte Max Rubens Jg. 1903 deportiert 1941 Łodz ermordet 15.5.1942 Chelmno                                                            | Wilhelmstraße 18 (Lage)   | 14. Dez. 2011 |           |
| Bild gesucht Die Wikipedia wünscht sich an dieser Stelle ein Bild vom hier behandelten Ort. Falls du dabei helfen möchtest, erklärt die Anleitung , wie das geht. BW | Hier wohnte Alfred Rubens Jg. 1900 wurde 1934 bei Erkelenz überfallen zusammengeschlagen tot an den Folgen 10.8.1934                       | Wilhelmstraße 18 (Lage)   | 14. Dez. 2011 |           |
| Bild gesucht Die Wikipedia wünscht sich an dieser Stelle ein Bild vom hier behandelten Ort. Falls du dabei helfen möchtest, erklärt die Anleitung , wie das geht. BW | Hier wohnte Henriette Rubens geb. Herzberger Jg. 1907 deportiert 1941 Łodz ermordet 15.5.1942 Chelmno                                      | Wilhelmstraße 18 (Lage)   | 14. Dez. 2011 |           |
| Bild gesucht Die Wikipedia wünscht sich an dieser Stelle ein Bild vom hier behandelten Ort. Falls du dabei helfen möchtest, erklärt die Anleitung , wie das geht. BW | Hier wohnte Johanna Lowitz geb. Rubens Jg. 1907 deportiert 1943 ermordet 12.1.1943 Auschwitz                                               | Wilhelmstraße 18 (Lage)   | 14. Dez. 2011 |           |
| Bild gesucht Die Wikipedia wünscht sich an dieser Stelle ein Bild vom hier behandelten Ort. Falls du dabei helfen möchtest, erklärt die Anleitung , wie das geht. BW | Hier wohnte Alfred Harf Jg. 1902 deportiert 1942 Izbica ermordet 3.4.1942 Majdanek                                                         | Wilhelmstraße 18 (Lage)   | 14. Dez. 2011 |           |
| Bild gesucht Die Wikipedia wünscht sich an dieser Stelle ein Bild vom Ort mit diesen Koordinaten 51.07798 6.3145 . Motiv: Südpromenade 31: die Stolpersteine für Heinrich Harf und Emil Metzger, die Lage und das Haus Falls du dabei helfen möchtest, erklärt die Anleitung , wie das geht. BW                                          | Hier wohnte Heinrich Harf Jg. 1904 Flucht Belgien verhaftet 1941 Breendonk ermordet 15.7.1941                                              | Südpromenade 31 (Lage)    | 10. Nov. 2014 |           |
| Bild gesucht Die Wikipedia wünscht sich an dieser Stelle ein Bild vom hier behandelten Ort. Falls du dabei helfen möchtest, erklärt die Anleitung , wie das geht. BW | Hier wohnte Emil Metzger Jg. 1877 Flucht 1933 Holland Flucht in den Tod 18.5.1943 Amsterdam                                                | Südpromenade 31 (Lage)    | 10. Nov. 2014 |           |
| Bild gesucht Die Wikipedia wünscht sich an dieser Stelle ein Bild vom Ort mit diesen Koordinaten 51.07856 6.3138 . Motiv: Aachener Straße 30: die Stolpersteine für die Familie Metzger, die Lage und das Haus Falls du dabei helfen möchtest, erklärt die Anleitung , wie das geht. BW                                                  | Hier wohnte Lisette Metzger geb. KleebergJg. 1879 Flucht 1933 Holland interniert Westerbork deportiert 1943 Auschwitz ermordet 14.1.1943   | Aachener Straße 30 (Lage) | 10. Nov. 2014 |           |
| Bild gesucht Die Wikipedia wünscht sich an dieser Stelle ein Bild vom hier behandelten Ort. Falls du dabei helfen möchtest, erklärt die Anleitung , wie das geht. BW | Hier wohnte Jenny Metzger Jg. 1874 Flucht 1933 Holland interniert Westerbork deportiert 1943 Auschwitz ermordet 14.1.1943                  | Aachener Straße 30 (Lage) | 10. Nov. 2014 |           |
| Bild gesucht Die Wikipedia wünscht sich an dieser Stelle ein Bild vom hier behandelten Ort. Falls du dabei helfen möchtest, erklärt die Anleitung , wie das geht. BW | Hier wohnte Clementine Metzger Jg. 1869 Flucht 1933 Holland Flucht in den Tod 20.5.1940 Amsterdam                                          | Aachener Straße 30 (Lage) | 10. Nov. 2014 |           |
| Bild gesucht Die Wikipedia wünscht sich an dieser Stelle ein Bild vom Ort mit diesen Koordinaten 51.07881 6.31446 . Motiv: Aachener Straße 22: die Stolpersteine für die Familie Harf, die Lage und das Haus Falls du dabei helfen möchtest, erklärt die Anleitung , wie das geht. BW                                                    | Hier wohnte Leopold Harf Jg. 1872 interniert 1941 Hetzerath 1942 Kirchberg deportiert 1942 Theresienstadt ermordet 2.9.1942                | Aachener Straße 22 (Lage) | 10. Nov. 2014 |           |
| Bild gesucht Die Wikipedia wünscht sich an dieser Stelle ein Bild vom hier behandelten Ort. Falls du dabei helfen möchtest, erklärt die Anleitung , wie das geht. BW | Hier wohnte Selma Harf geb. Hesse Jg. 1869 interniert 1941 Hetzerath 1942 Kirchberg deportiert 1942 Theresienstadt 1943 Auschwitz ermordet | Aachener Straße 22 (Lage) | 10. Nov. 2014 |           |